# Assassinatos do Zodíaco de Tokyo
Assassinatos do Zodíaco de Tokyo (Em inglês: The Tokyo Zodiac Murders e em japonês: Senseijutsu Satsujin Jiken) é um livro de Ficção de mistério escrito por Soji Shimada, um designer, músico e escritor sobre Astrologia. O mesmo ficou mais conhecido por ser o autor de mais de 100 histórias de ficção. 
The Tokyo Zodiac Murders foi publicado pela primeira vez em 1981, sendo representativo por ser o primeiro livro de Soji Shimada. Além disso, também representou a primeira aventura de um de seus protagonistas recorrentes em suas obras, Kiyoshi Mitarai, que trabalha como astrólogo e eventualmente como detetive amador. O mesmo costuma trabalhar com o auxílio de Kazumi Ishioka, um artista freelancer apaixonado por histórias de mistério e investigação policial, sendo normalmente o responsável por chamar a atenção de Kiyoshi para algum caso ainda não solucionado.
A obra foi traduzida para o inglês inicialmente por Ross Mackenzie e Shika Mackenzie em 2005 e posteriormente republicado pela Pushkin Vertigo em 2015. Essa última versão é considerada como fundamental para a popularização da obra, do autor e do conceito de Honkaku no ocidente. Já no Brasil, a mesma foi traduzida e publicada pela DarkSide Books em 2023.
Enredo
Em 1936, o artista Heikichi Umezawa é encontrado morto em seu estúdio, na cidade de Tokyo. Durante as investigações realizadas nesse cômodo, a polícia acaba descobrindo um documento bastante perturbador. Ao mesmo tempo em que são descritos uma série de acontecimentos da vida desse artista, desde sua infância até os tempos atuais, seus desejos mais sombrios são revelados. Misturando astrologia, alquimia e simbolismos esotéricos, ele afirma ouvir vozes e ter pensamentos impuros, decorrentes de um "demônio" que o domina.
Um desses pensamentos impuros e o mais impactante tem a ver com a criação do que ele descreve como sendo a mulher perfeita, Azoth. Para que tal tarefa seja possível, é necessário que seis mulheres, suas filhas e sobrinhas, escolhidas com base nos signos astrológicos sob os quais elas nasceram, sejam mortas. O objetivo é usar partes do corpo de cada uma delas na criação de Azoth. Entretanto, como ao encontrarem Heikichi morto as mulheres ainda estavam vivas, esse não foi um motivo de grande preocupação na época.
Cerca de um mês após o assassinato de Heikichi Umezawa, uma de suas ex-mulheres, Masako, acaba sendo encontrada morta em sua residência. Entretanto, o caso é classificado como tendo sido um assalto que acabou dando errado, sem ligação com o assassinato original. Algum tempo depois, porém, as seis mulheres citadas originalmente no documento desaparecem. Seus corpos mutilados vão sendo encontrados em uma série de diferentes localidades pelo Japão, todas com a presença de metais associados aos diferentes signos necessários para a criação de Azoth. Porém, o caso complica-se quando Azoth não é encontrada e a polícia não encontra nenhum suspeito, pois Heikichi, a única pessoa com motivos para tal, já estava morto. 
Quarenta e três anos se passam e o caso permanece sem uma solução oficial, apenas uma série de teorias e hipóteses. Em 1979, motivados pelo surgimento de uma pista inédita, Kiyoshi Mitarai e Kazumi Ishioka decidem reinvestigar o caso por conta própria, objetivando por um fim nesse mistério.
Estrutura do texto
O livro é dividido em uma estrutura que se assemelha a uma peça de teatro. No lugar de capítulos, além do prólogo e do epílogo, cinco atos divididos em algumas cenas e alguns Entr’acte no meio, servindo para fornecer algumas informações entre os atos principais.
- No prólogo, temos acesso à carta de Heikichi Umezawa;
- O ato um consiste em uma recapitulação dos crimes originais. Kazumi conta para Kiyoshi (e o leitor) sobre todos os detalhes que o mesmo aprendeu sobre o caso através de suas inúmeras leituras. Além disso, são exploradas algumas teorias trabalhadas tanto pela polícia quanto por outros detetives amadores e/ou escritores ao longo do tempo. O mesmo encerra-se com o surgimento de uma personagem com uma nova pista sobre o caso, Misako Iida.
- O primeiro Entr’acte traz uma carta escrita pelo pai de Misako, Bunjiro Takegoshi, um policial. A carta contém informações que o acusam de ter se envolvido nos crimes originais. A motivação principal para Misako é entender porque o pai teria tido essa participação.
- O ato dois, o mais curto de todos, consiste na apresentação de Fumihiko Takegoshi, um também policial. Filho de Bunjiro e irmão de Misako, o mesmo está furioso por sua irmã ter apresentado a carta de seu pai a Kiyoshi e Kazumi sem sua autorização e decide reaver a mesma. Kiyoshi e Kazumi fazem uma aposta, após se indisporem com a atitude rude de Fumihiko, que serão capazes de solucionar o caso em pouco mais de uma semana.
- O segundo Entr’acte também é bem curto, servindo para narrar a viagem de trem que Kiyoshi e Kazumi fazem até Tokyo, local onde os crimes originais aconteceram, em busca de respostas.
- O ato três envolve efetivamente as investigações de Kiyoshi e Kazumi. Hospedados na casa de um amigo de Kiyoshi, Emoto, os dois personagens principais acabam se desentendendo e resolvem investigar pistas e linhas de raciocínio diferentes entre si. Durante esse ato seguimos principalmente as ações de Kazumi, que atua no livro como uma espécie de Watson para seu Sherlock Holmes, Kiyoshi. No fim, é descoberto que enquanto Kazumi se esforçava para conhecer novos suspeitos e desvendar informações, Kiyoshi passou seus dias moribundo pela cidade. Quando se começa a pensar que o caso não será resolvido, Kiyoshi no último dia tem uma espécie de epifania e diz que a viagem até Tokyo foi desnecessária, o crime poderia ter sido resolvido da própria casa onde mora.
- O terceiro Entr’acte tem sua maior função em ser um aviso para o leitor. O autor informa que todas as pistas necessárias para se resolver o mistério já foram colocadas para o leitor ao longo da história, até mais do que seria necessário, e pede para que o mesmo faça um esforço intelectual de descobrir quem foi o assassino e como o mesmo cometeu seus crimes antes da revelação, acontecimentos parcialmente introduzidos no ato quatro.
- O quarto Entr’acte cumpre função semelhante ao anterior, mas dessa vez o autor pede para que o esforço intelectual seja finalizado. Durante o ato quatro, apenas um pseudônimo do assassino foi apresentado, sendo agora requerido que o leitor descubra qual é seu nome verdadeiro
- O ato cinco narra o encerramento dos acontecimentos. O nome verdadeiro do assassino, seus truques e seu destino depois de tantos anos são revelados. Fumihiko não aparece para pedir desculpas por seu comportamento rude, muito pela vergonha que sentiu. O caso é atribuído como solucionado pela própria polícia, deixando Kazumi irritado e Kiyoshi satisfeito, pois considera que a fama teria atrapalhado seu estilo de vida tranquilo.
- Por fim, no epílogo, somos apresentados a uma última carta do assassino endereçada a Kiyoshi. Nela, são explicados os motivos pelos quais ações tão cruéis e brutais foram tomadas, assim como informações sobre a vida que esse personagem levou ao longo dos trinta e nove anos que foram necessários até sua captura.

1. ↑  «IBC Titles». www.stonebridge.com (em japonês). Consultado em 17 de julho de 2025. Cópia arquivada em 10 de fevereiro de 2007